# 廃棄物の処理及び清掃に関する法律施行令
廃棄物の処理及び清掃に関する法律施行令（はいきぶつのしょりおよびせいそうにかんするほうりつしこうれい、昭和46年政令第300号）は、廃棄物の排出抑制と処理の適正化による、生活環境の保全と公衆衛生の向上に関する政令である。廃棄物処理令、廃掃令と略される。

## 目的
廃棄物の処理及び清掃に関する法律第二条第三項、第六条第一項及び第三項、第八条第一項、第十二条第二項、第十五条第一項、第二十一条第一項並びに第二十二条の規定に基づき、清掃法施行令の全部を改正するこの政令を制定する。

## 構成
- 第一章　総則（第一条―第二条の五） 
  - 特別管理一般廃棄物、産業廃棄物、航行廃棄物、携帯廃棄物、特別管理産業廃棄物、廃棄物処理施設整備事業
- 第二章　一般廃棄物（第三条―第五条の十二） 
  - 一般廃棄物の収集・運搬・処分等の基準、特別管理一般廃棄物の収集・運搬・処分等の基準、委託基準、事業者の一般廃棄物の運搬、処分等の委託基準
- 第三章　産業廃棄物（第六条―第七条の八） 
  - 産業廃棄物の収集、運搬、処分等の基準、委託の基準、産業廃棄物の多量排出事業者、特別管理産業廃棄物の収集・運搬・処分等の基準、産業廃棄物処理施設
- 第四章　廃棄物処理センター（第八条―第十三条）
- 第五章　廃棄物が地下にある土地の形質の変更（第十三条の二） 
  - 指定区域として指定する廃棄物が地下にある土地
- 第六章　雑則（第十四条―第二十八条） 
  - 焼却禁止の例外となる廃棄物の焼却、国庫補助
- 附則